# Montaignac-sur-Doustre
Montaignac-sur-Doustre es una comuna nueva francesa situada en el departamento de Corrèze, de la región de Nueva Aquitania.

## Historia
Fue creada el 1 de enero de 2022, en aplicación de una resolución del prefecto de Corrèze de 30 de septiembre de 2021 con la unión de las comunas de Le Jardin y Montaignac-Saint-Hippolyte, pasando a estar el ayuntamiento en la antigua comuna de Montaignac-Saint-Hippolyte.

## Demografía
Según los datos aportados en la resolución del prefecto de Corrèze, la comuna se crea con 683 habitantes.

## Composición
| Comuna fusionada           | Código INSEE | Población (2019) | Superficie (km²) | Densidad (hab./km²) |
| -------------------------- | ------------ | ---------------- | ---------------- | ------------------- |
| Le Jardin                  | 19092        | 77               | 6.3              | 6.3                 |
| Montaignac-Saint-Hippolyte | 19143        | 597              | 20.47            | 29                  |